# Liar Game (manga)
Liar Game (ライアーゲーム?, Raiā Gēmu) è un manga seinen scritto e illustrato da Shinobu Kaitani. L'opera è stata serializzata a partire dal 2005 sulla rivista giapponese Weekly Young Jump e in seguito pubblicata dalla casa editrice Shūeisha in volumi tankōbon. Il manga ha raggiunto la sua conclusione col 19° volume, nel gennaio 2015. La pubblicazione dell'edizione italiana è iniziata nel 2012, a cura della casa editrice J-Pop. L'opera è stata adattata in un dorama giapponese omonimo, nel 2005, e in una serie televisiva sudcoreana, nel 2014.

## Trama
Nel Giappone contemporaneo vive una studentessa universitaria, Nao Kanzaki, considerata da tutti una ragazza onesta ma molto ingenua. Un giorno le viene recapitato via posta un pacco con un biglietto che la invita a partecipare a un gioco chiamato Liar Game. Inoltre il biglietto l'avverte di aprire il pacco solo nel caso decida di partecipare. Leggendo svogliatamente, Kanzaki apre il pacco, e al suo interno trova diverse mazzette di banconote per l'esorbitante somma di 100 milioni di yen. La ragazza si troverà così obbligata a partecipare a questo gioco, pericoloso e spietato, dove l'unico modo che si ha per vincere è mentire.
Nel Liar Game i partecipanti dovranno scontrarsi in una serie di giochi divisi in round. Al susseguirsi dei round i giochi diventano sempre più complessi ma anche remunerativi. I vincitori di ogni round hanno la possibilità di acquisire una grande quantità di denaro e proseguire al round successivo; i perdenti si ritroveranno quasi sempre con un grosso debito spesso impossibile da saldare, se non in una vita di lavoro e fatiche. Inoltre chi perde in un round ha la possibilità di rientrare nel gioco partecipando a un "revival round" con giochi più semplici e corti ma non per questo facili da superare.
Ogni gioco è gestito da diversi operatori mascherati che hanno il compito di spiegare le regole ed evitare che qualcuno le infranga. In inglese gli operatori sono comunemente chiamati LGT Officers("Liar Game Tournament Officers").
I giochi all'apparenza risultano semplici e intuitivi, ma in realtà sono insidiosi e pieni di trappole, aventi lo scopo di coprire di debiti gli sciocchi e riempire le tasche gli organizzatori del gioco. In tutti i giochi non è ammessa in alcun modo la violenza, visto che il Liar Game è un gioco basato su inganni e trabocchetti psicologici. Chi trasgredisce a questa regola viene multato di un'elevata somma di denaro o rischia addirittura la squalifica. 
All'inizio il gioco è un semplice uno contro uno ma Kanzaki si ritrova subito in svantaggio per via della sua stupidità. Non dandosi per vinta, la ragazza chiede aiuto a un rinomato truffatore appena uscito di prigione, Shinichi Akiyama. Akiyama all'inizio non è interessato ad aiutarla ma dopo averla fatta aspettare fuori casa per ben 12 ore grazie a una semplice bugia conferma che la ragazza è davvero ingenua come sembra. Quindi, preoccupato per lei, decide di aiutarla a vincere almeno il primo round del Liar Game. Grazie all'aiuto di Akiyama, Kanzaki riesce a superare il primo round senza contrarre debiti. Lo scopo del giovane truffatore però non è solo quello di salvare Kanzaki ma anche tutte le altre vittime del gioco e a smascherare, una volta per tutte, gli LGT Officers. Infatti a detta di Akiyama, chi si nasconde dietro la creazione del Liar Game sfrutta cinicamente le persone per ottenere il loro denaro. La ragazza condivide l'obiettivo del giovane truffatore e decide di proseguire il gioco insieme a lui. Alleandosi insieme sconfiggeranno i loro avversari, round per round. Ogni sfida superata porterà i protagonisti a riflessioni e scoperte sempre più intricate e profonde sul gioco.
Alla fine tutti i debiti delle persone che hanno giocato al Liar Game vengono annullati e si scopre la vera ragione della creazione del gioco. Il Liar Game non è stato pensato per cercare di approfittarsi delle persone sprovvedute, come Akiyama credeva. In realtà, era un esperimento con lo scopo di raccogliere materiale per un documentario tramite diverse telecamere disposte sul set dei vari round. Il documentario vuole mettere in luce la natura delle persone e spronarle ad avere fiducia fra loro e a cercare di liberarsi dall'oppressione dei potenti, leader di nazioni o politici. Si scoprirà che gli LGT Officers erano i concorrenti di un precedente Liar Game, avvenuto molti anni addietro, dove però le riprese sono state interrotte dopo l'omicidio di uno dei registi. Il nuovo documentario, dopo la conclusione del quinto round, è finalmente pronto e viene pubblicato su internet con l'approvazione di tutti i giocatori. Purtroppo il video viene subito cancellato dai potenti, nonostante siano passati quasi 20 anni dal precedente Liar Game. Le ultime pagine del manga mostrano la reazione esterrefatta di Kanzaki.

## Personaggi
- Nao Kanzaki: è la protagonista del manga, nonché aiutante di Akiyama. All'inizio è una semplice vittima del gioco e cerca solamente di uscirne senza debiti; successivamente decide di continuare il gioco con Akiyama e smascherare gli organizzatori del Liar Game. È una ragazza molto ingenua e facile da manipolare, ma è di buon cuore, tanto da ottenere la fiducia di diversi partecipanti al gioco.
- Shinichi Akiyama: è il co-protagonista del manga. Akiyama si presenta come un ragazzo biondo, slanciato e intelligente. È un ex-truffatore appena uscito di prigione dove è stato incarcerato per 3 anni. Le vicende che lo portano in prigione sono raccontate in una mini-storia a parte. Akiyama entra nel Liar Game a tutti gli effetti nel Round 2, sostituendo uno dei partecipanti che aveva deciso di abbandonare il gioco.
- Kazuo Fujisawa: è lo sfidante di Kanzaki al primo round, in passato era stato un suo insegnante e riesce a manipolare Kanzaki e ad ingannarla facendo leva proprio sul suo ruolo. Dopo essere stato battuto viene perdonato da Kanzaki che risana il suo debito.
- Yuji Fukunaga: è un transgender che all'inizio svolge il ruolo di antagonista ma in seguito si rivelerà un prezioso alleato di Akiyama e Kanzaki. L'aspetto è senza dubbio la peculiarità di questo personaggio. Viene sconfitto al secondo round da Akiyama, e in seguito da Kanzaki sempre con l'aiuto di Akiyama nel round a sorpresa.
- Norihiko Yokoya: è il principale antagonista del manga. Yokoya gioca al solo scopo di ottenere più soldi possibili. Divide le persone in due categorie: gli schiavi e i vincitori. Ha ideali completamente opposti a quelli di Kanzaki, rendendola la sua peggior nemica.
- Takashi Harimoto: è un partecipante al Liar Game. È il leader del Peaceful Paradise Cult. Con lui partecipano altri membri del suo culto che usa per vincere più soldi possibile.
- Mitsuo Tanimura: è un avvocato a cui si rivolge Kanzaki, dopo aver aperto il pacco contenente i 100 milioni di yen. È lui a indirizzare la protagonista da Akiyama per avere un aiuto. In seguito verrà rivelato che lavora come rappresentante per LGT, sia per cercare nuovi partecipanti, che per scoraggiarli dal cercare aiuto alla polizia.
- Leronira: È uno degli operatori più importanti del manga. Svolge il suo lavoro in modo impeccabile, spiegando nei dettagli le regole di diversi giochi. Indossa una maschera bianca veneziana con inciso il simbolo del terzo occhio sulla fronte. Sembra avere un grande comprensione del gioco. Discute spesso sull'andamento del gioco con gli altri operatori, cercando di far capire al lettore le strategie usate dai concorrenti.
- Nearco: è un altro degli operatori del Liar Game. Discute spesso con Leronira sull'andamento del gioco, anche se non sembra acuto come lui.
- Solario: è l'operatore del Revival Round 1 e del Round 4. La sua maschera ha un sole nel suo occhio destro.
- Forli: è uno degli operatori che appaiono più di frequente. La sua maschera rappresenta la faccia pitturata di un clown del rinascimento. Come Leronira, è usato come voce per il lettore su quello che sta accadendo.
- Kurifuji: è una donna dai cappelli scuri con indosso degli occhiali da sole neri e una mascherina medica per coprire il volto. Kurifuj ha l'incarico di sorvegliare Yokoya per analizzare le sue abilità per conto di LGT.
- Alsab: è un altro operatore del Liar Game. La sua maschera ha inciso sulla fronte il simbolo Yin e Yang e sulle guance i simboli del fuoco e dell'acqua. Critica spesso l'ideologia di Kanzaki e il suo operato trovandosi più d'accordo con Yokoya.
- Rabelais: è l'ultimo operatore del Liar game. Si scoprirà essere il padre di Yokoya, un uomo molto ricco e famoso. Ha vinto in quasi tutti giochi nel precedente Liar Game, diventando enormemente ricco.
- Altair: è il capo degli operatori, nonché creatore e regista del gioco. Appare dal terzo revival round. Non parla molto finché non viene scoperta la sua vera identità e lo scopo del Liar Game.

## Media
Impossibile da trovare online.

### Manga
Il manga ha avuto un lungo periodo di pausa, durato un anno e mezzo, alla fine del capitolo 138. 
Una mini-storia che racconta il passato di Akyama e le vicende che l'hanno portato in prigione è stata pubblicata nel 2008 con il titolo Liar Game: Roots of A. La trama di Roots A è mostrata alla fine della seconda stagione della serie TV.

### Live action
In Giappone, nel 14 aprile 2007, il manga è stato adattato in un dorama giapponese con lo stesso titolo e trasmesso da Fuji Television. La serie è composta da due stagioni: la prima è composta da dieci episodi e uno special, la seconda da nove episodi. In seguito sono uscite due pellicole cinematografiche che concludono la storia non ancora terminata: Liar Game - The Final Stage e Liar Game: Reborn.
Nel 2014, il manga è stato adattato in una serie televisiva sudcoreana con lo stesso titolo.